# Irbisia panda
Irbisia panda är en insektsart som beskrevs av Bliven 1963. Irbisia panda ingår i släktet Irbisia och familjen ängsskinnbaggar. Inga underarter finns listade i Catalogue of Life.